# Ağaçlı, Ceyhan
Ağaçlı là một xã thuộc huyện Ceyhan, tỉnh Adana, Thổ Nhĩ Kỳ. Dân số thời điểm năm 2009 là 99 người.